# Kysucké Nové Mesto
Kysucké Nové Mesto (deutsch Kischützneustadt/Oberneustadel, ungarisch Kiszucaújhely – bis 1882 Kisucaújhely, polnisch Kisuckie Nowe Miasto) ist eine Stadt in der nordwestlichen Slowakei.

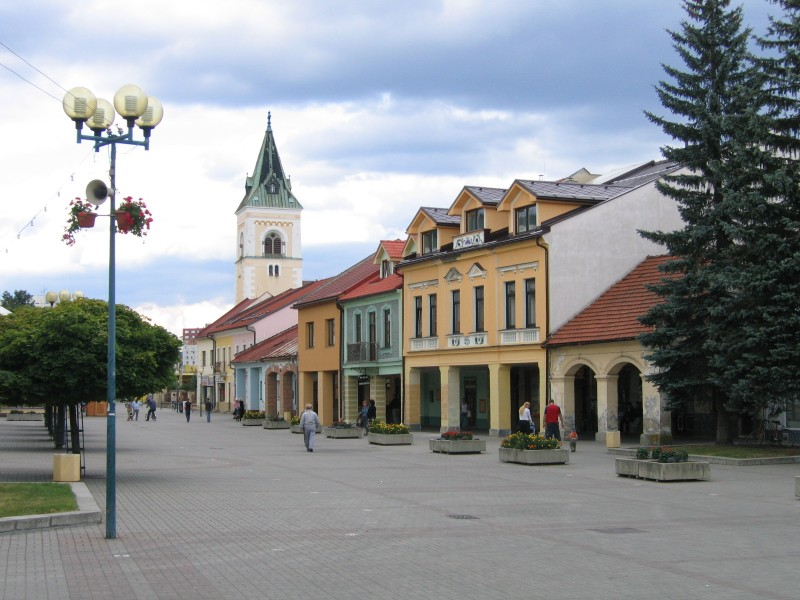
Blick auf die Innenstadt

Im Jahr 1244 wurde das Gebiet, 1254 dann auch die Stadt als terra Jesenin zum ersten Mal schriftlich erwähnt. 1325 wird ein Markt unter dem Namen Congesberg genannt. Kysucké Nové Mesto gliedert sich in folgende 4 Stadtteile:
- Budatínska Lehota (1973 eingemeindet)
- Dubie (1895 eingemeindet)
- Kysucké Nové Mesto
- Oškerda (1973 eingemeindet)

Der Namenszusatz „Kysucké“ leitet sich von der Lage in der Region Kysuce ab.

## Bevölkerung
| Jahr                | 1994   | 2004    | 2014    | 2024    |
| ------------------- | ------ | ------- | ------- | ------- |
| Anzahl der Personen | 16.165 | 16.501  | 15.431  | 14.306  |
| Unterschied         |        | +2,07 % | −6,48 % | −7,29 % |

| Jahr                | 2023   | 2024    |
| ------------------- | ------ | ------- |
| Anzahl der Personen | 14.380 | 14.306  |
| Unterschied         |        | −0,51 % |

## Städtepartnerschaft
- Rive-de-Gier, Frankreich

## Persönlichkeiten
- Pavol Breslik (* 1979), Opernsänger, Tenor
- Miloš Roman (* 1999), Eishockeyspieler